# Оноприенко, Юрий Алексеевич
Оноприенко Юрий Алексеевич (10 мая 1954 года, Стригуны, Борисовский район, Белгородская область, РСФСР, СССР — 7 апреля 2020 года, Орёл, Российская Федерация) — русский писатель, прозаик, член Союза писателей России.

## Биография
Родился в селе Стригуны Борисовского района Белгородской области. После окончания восьмилетки и Курского железнодорожного техникума в 1973 году переехал в Орёл, где работал в локомотивном депо станции Орёл — слесарем, помощником машиниста, инженером-технологом ремонтного цеха. В 1980 году заочно окончил отделение журналистики филологического факультета Воронежского государственного университета.
Первые журналистские и литературные публикации в газетах «Московский железнодорожник» и «Орловская правда» пришлись на годы работы в локомотивном депо. С 1978 года более тридцати лет работал в редакции газеты «Орловская правда». Лауреат ряда журналистских премий, в том числе областной — Тургеневской (1991) и Всероссийской премии Союза журналистов (1996).
Член Союза писателей России с 1991 года. Успешно работал во всех прозаических жанрах: писал романы, повести, рассказы, новеллы, притчи и сказы. Автор 14 книг и множества публикаций в российских литературных журналах, в центральных писательских газетах «Российский писатель», «Литературная Россия», «Литературная газета». Произведения вошли в хрестоматию для школ и вузов «Писатели Орловского края XX век» (2001) и четырёхтомное собрание избранных произведений современных орловских писателей (2015), повесть «Одинокая сорока» переведена на китайский язык и включена в «Антологию современной русской прозы», вышедшую в Пекине (2006). Долгое время руководил секцией прозы в Орловской областной организации Союза писателей России.
Ушёл из жизни 7 апреля 2020 года. Похоронен в Орле.

## Отзывы
Литературные критики Николай Переяслов и Марина Переяслова в своей статье "Над разливом «Вешних вод», опубликованной в журнале «Наш современник», отмечают:
«И задача настоящей литературы, которую наследует Юрий Оноприенко, — возвратить человеку то, что ему было однажды даровано Самим Создателем».
Известный российский писатель Алексей Шорохов отмечал:
«На сегодняшний день он один из самых публикуемых немосковских авторов, лауреат премий им. Василия Шукшина, журнала „Наш современник“ (дважды); его рассказы печатает „Литературная газета“, выходят книги прозы и публицистики. Но самое главное — у Юрия Оноприенко есть читатель. Не гипотетический потомок, с трудом или по складам читающий по-русски с китайским или кавказским акцентом, а наш современник».
Руководитель Орловской областной организации Союза писателей России, поэт Андрей Фролов в интервью православному литературному порталу «Правчтение» говорил:
«Прозаику Юрию Оноприенко подвластны любые жанры — от короткого рассказа до романа, и всё — удивительно хорошо!»

### Авторские книги
- Роса на шпалах: повести, рассказы. — Тула: Приокское книжное изд-во, 1985
- Рельсовая нить: рассказы. — М: Молодая гвардия, 1986
- Имя на талом снегу: роман. — М: Современник, 1991
- Поэма о сапогах: повесть. — Тула: Приокское книжное изд-во, 1991
- Влажные глаза: рассказы. — Орёл: Орловский меридиан: Поиск, 1992
- Жёлтые времена: роман. — Орёл: Вешние воды, 1994
- Маковка: рассказы, новеллы. — Орёл: Вешние воды, 1998
- Сто чудных бед: детские повести. — Орёл: Вешние воды, 2000
- Одинокая сорока: рассказы, пьеса, повести. — Орёл: Вешние воды, 2004
- Чудак-человек: фельетоны и обертоны. — Орёл: Вешние воды, 2007
- Горислава: проза. — Орёл: Картуш, 2012. http://orelpisatel.ru/wp-content/uploads/2020/04/Ю.-ОНОПРИЕНКО.-ГОРИСЛАВА_compressed.pdf
- Василёк, травинка здешняя: повести, рассказы. — Орёл: ОРЛИК, 2016. http://orelpisatel.ru/wp-content/uploads/2020/04/Оноприенко.-Василёк_compressed.pdf
- Мальчик и вулкан: повесть для подростков. — Орёл: Орловская областная организация Союза писателей России, 2019. http://orelpisatel.ru/wp-content/uploads/2020/04/Оноприенко-Мальчик-и-вулкан_compressed.pdf
- Город умных лошадей: роман, повести. — Орёл: Орловский Дом литераторов, 2020. http://orelpisatel.ru/wp-content/uploads/2020/07/ГородУмныхЛошадейБлок.pdf

### Публикации в периодике
- «Роман-газета», Москва
- «Наш современник», Москва
- «Форум», Москва
- «Москва», Москва
- «Роман-журнал XXI век», Москва
- «Новая книга России», Москва
- «Бежин луг», Москва
- «Воин России», Москва
- «Сельская новь», Москва
- «День литературы», Москва
- «Невский альманах», Санкт-Петербург
- «Бийский вестник», Бийск

и др.

## Награды
- Медаль ордена «За заслуги перед Отечеством» II степени (1997)[8]

Также награждён:
- Общественной наградой Союза писателей России — медалью «Василий Шукшин» (2014)[9]
- Почётной грамотой Губернатора Орловской области (2002, 2004, 2010, 2013, 2019)
- Почётной грамотой Союза писателей России (2004, 2010, 2015, 2019)
- Почётной грамотой Орловского областного Совета народных депутатов (2014, 2019)
- Памятными медалями и юбилейными знаками.

## Премии
- Лауреат Всероссийского конкурса короткого рассказа им. В. М. Шукшина (1998)
- Всероссийская литературная премия им. И. А. Бунина (2004)[10]
- Всероссийская литературная премия «Вешние воды» (2010)[11]
- Премия журнала «Наш современник» за лучшее произведение года (2005, 2009[12])